# Aeroportul La Florida (Columbia)
Aeroportul La Florida (IATA: TCO, ICAO: SKCO) este un aeroport din TULUÁ⁠(d), Nariño, Columbia ce deservește zona Tumaco⁠(d). Aeroportul a fost tranzitat în 2022 de 139.904 pasageri.
Situat la o altitudine de 5 m, aeroportul dispune de o singură pistă. Este operat de Colombian Civil Aviation Authority⁠(d).